# Steven Frautschi
Steven C. Frautschi (* 6. Dezember 1933) ist ein US-amerikanischer theoretischer Physiker.
Frautschi wuchs in Madison (Wisconsin) auf und studierte ab dem Alter von 16 Jahren an der Harvard University bei John H. van Vleck. 1954 graduierte er und studierte (nach einem einjährigen Europa Aufenthalt, das er mit dem Fahrrad erkundete) an der Stanford University, wo er 1958 bei Sidney Drell promoviert wurde. Danach war er als Postdoc bei Hideki Yukawa in Kyōto sowie bei Geoffrey Chew und Stanley Mandelstam an der University of California, Berkeley. 1961 war er an der Cornell University und 1962 auf Einladung von Murray Gell-Mann am Caltech. 1962 wurde er dort Assistant Professor. Heute ist er dort Professor für theoretische Physik. 1964 erhielt er von der Alfred P. Sloan Foundation ein Forschungsstipendium (Sloan Research Fellowship).
Frautschi ist vor allem durch seine Arbeiten zur S-Matrix Theorie der Elementarteilchenphysik in den 1960er bekannt. 1960 entdeckte er mit Geoffrey Chew, dass sich die Mesonen der starken Wechselwirkung auf linearen Regge-Trajektorien anordnen lassen, auf denen das Quadrat der Masse linear mit dem Spin der Mesonen steigt. Um das Verhalten der Streuquerschnitte bei sehr hohen Energien beschreiben zu können, führten sie das Pomeron in die westliche Literatur ein (vorher schon in Russland durch Isaak Pomerantschuk und Wladimir Naumowitsch Gribow). Frautschi ist durch sein „Statistical Bootstrap“-Modell Ende der 1960er/Anfang der 1970er Jahre bekannt (auch unabhängig von Rolf Hagedorn), aus dem folgt, dass die Anzahl der Hadron-Zustände exponentiell mit der Energie, heute als Folge eines Deconfinement Phasenübergangs angesehen. Ende der 1970er Jahre entwickelte er das Konzept der Farbsupraleitung.

## Schriften
- Regge Poles and S-Matrix Theory. 1963

## Verweise
1. ↑  „Statistical Bootstrap Model of Hadrons“, Physical Review D, Bd. 3, 1971, S. 2821

| Personendaten    | Personendaten                            |
| ---------------- | ---------------------------------------- |
| NAME             | Frautschi, Steven                        |
| ALTERNATIVNAMEN  | Frautschi, Steven C.                     |
| KURZBESCHREIBUNG | US-amerikanischer theoretischer Physiker |
| GEBURTSDATUM     | 6. Dezember 1933                         |